# Roveria
Roveria (in croato Juršići) è una frazione di 180 abitanti del comune croato di Sanvincenti.